# Forsthaus Heide
Forsthaus Heide ist ein Ort im Grenzgebiet zwischen Hessen und Baden-Württemberg, der auf der Gemarkung Viernheim in Hessen liegt. Sowohl verkehrstechnisch als auch postalisch ist Forsthaus Heide aber über Lampertheim erschlossen.
Namensgeber des Orts und maßgebliche Bebauung ist das Forsthaus Heide, das 1849 als Revierförsterei erbaut wurde. In den 1970er Jahren wurde der Forstbetrieb eingestellt und das Revier auf die Förstereien Lampertheim und Viernheim aufgeteilt. Anschließend diente das Gelände als Unterkunft der Pfadfinder Lorsch. Heute ist das Forsthaus Heide in privatem Besitz.